# Utaix
Utaix - Уташ (rus) és un possiólok del krai de Krasnodar, a Rússia. Es troba a la vora del riu Utaix, a la plana que hi ha entre la costa de la mar Negra i els vessants del Caucas occidental. És a 19 km al nord d'Anapa i a 131 km a l'oest de Krasnodar.
El possiólok està dividit administrativament entre el poble de Djiguinka (zona est) i el possiólok de Vinogradni (zona oest).